# Festival Madeira Dig
O Festival Madeira Dig é o mais antigo evento cultural na Região Autónoma da Madeira dedicado às artes digitais, nomeadamente à música electrónica experimental, ao cinema e vídeo digital e ainda às performances / instalações interactivas.
Realizado desde 2004, todos os anos na primeira semana em Dezembro, o festival tem o seu epicentro no Centro das Artes/Casa das Mudas, Calheta, da Região Autónoma da Madeira. É um espaço da autoria do arquiteto Paulo David, nomeado para a edição de 2005 do prémio europeu de arquitetura contemporânea Mies van der Rohe.
O Madeira Dig Festival é um evento promovido em conjunto por três entidades: a APCA - Agência de Promoção da Cultura Atlântica,  a Estalagem da Ponta do Sol e a produtora Digital Berlin. O diretor do Festival é Rafael Biscoito, coadjuvado por Michael Rosen e Nuno Barcelos.
Alguns dos artistas que passaram pelo Festival desde 2004:
Fennesz, AGF, Stefan Lillevan, Cluster, Oval, Ryoichi Kurokawa, Scanner, Nuno Rebelo, Vítor Joaquim, Philip Jeck,Volker Schreiner, Marius Watz, Ruinman, Gustav Deutsch, Lia, Radian, Quarteto Sei Miguel, Rafael Toral, Mocky, Jamie Lidell, Friedman/Liebezeit/Suchy, Frank Bretshneider, Hecker, Tina Frank, Colectivo +0, Emi Maeda, Phonophani, Alog, Ran Slavin, Boiar, Hugo Olim, Carlos Caires e NNY.